# Lee Naylor
För friidrottaren se Lee Naylor (friidrottare)
Lee Martyn Naylor, född 19 mars 1980 i Bloxwich, är en engelsk fotbollsspelare som spelar för Derby County. Han spelar vanligtvis som vänsterback.

## Karriär
Naylor föddes i Bloxwich, och gick i Sneyd Comprehensive School, innan han började spela för Wolverhampton Wanderers 1996. Hans debut skedde den 12 oktober 1997, i en match som slutade med en 1-0-förlust mot Birmingham City. Han kom att etablera sig som vänsterback i a-laget de kommande åren och var med i laget som gick upp i Premier League via playoff säsongen 2002-2003. Under den här perioden spelade han i Englands U21-lag.
Han var den ende av Wolves spelare som spelade alla matcher under deras år (2003-2004) i Premier League. Efter att de ramlat ned till League Championship stannade han i två säsonger och kom att utvecklas ytterligare med Glenn Hoddle som tränare och därmed dra till sig blickar från olika klubbar.
Den 23 augusti 2006 skrev han på ett treårskontrakt med Celtic, de fick betala 600 000 £ (plus Charlie Mulgrew). Han gick rakt in i förstauppställningen som vänsterback och blev utnämnd till månadens spelare i oktober av SPL. Hans fina spel gjorde att han nominerades till årets spelare 2007 av SPL. Han vann dubbeln genom att vinna både Scottish Premier League och Scottish Cup sin första säsong i klubben och spelade sedan i alla deras matcher i UEFA Champions League. Han gjorde sitt första mål för klubben med fel fot (han är vänsterfotad) när de vann mot Hibernian med 2-0 den 1 mars 2008. Hans andra mål kom mot Dundee United (nästan ett år senare) den 2 mars 2009, en volley med vänsterfoten som innebar 2-2 och oavgjort i matchen. Hans kontrakt med Celtic gick ut i juni 2010.

## Meriter

### Celtic
- Scottish Premier League: 2006-07, 2007-08
- Scottish Cup: 2006-07

## Privatliv
Naylors bror, Martyn Naylor, är också professionell fotbollsspelare och spelar för Rhyl i Welsh Premier League.